# Wolseley 1500
Wolseley 1500 är en personbil, tillverkad av den brittiska biltillverkaren Wolseley mellan 1957 och 1965.

## Wolseley 1500
1500:n började som ett förslag till uppdatering av Morris Minor. Snart växte karossen, den försågs med BMC:s större B-motor och istället planerade man att presentera den som en större syskonmodell. Till slut lanserades bilen under de lyxigare Riley- och Wolseleynamnen.
Wolseley-versionen introducerades våren 1957. Bilen var lite för tung för den klena motorn, men det kompetenta Minor-chassit gav fina vägegenskaper. Bilens enkla ursprung märktes genom att motorhuvens och bakluckans gångjärn låg utanpå karossen.
I maj 1960 kom Mk II-versionen. Största förändringen var dolda gångjärn.
Sista utvecklingen Mk III kom i oktober 1961. Bilen fick förbättrad växellåda, modifierad front och nya bakljus. Chassit uppdaterades för ännu bättre väghållning. Bilen efterträddes i april 1965 av Wolseley 1300.
Produktionen uppgick till 100 722 exemplar.

## Australien
Wolseley 1500 tillverkades även vid BMC:s fabrik i Australien. Bilar exporterades härifrån till Nya Zeeland.

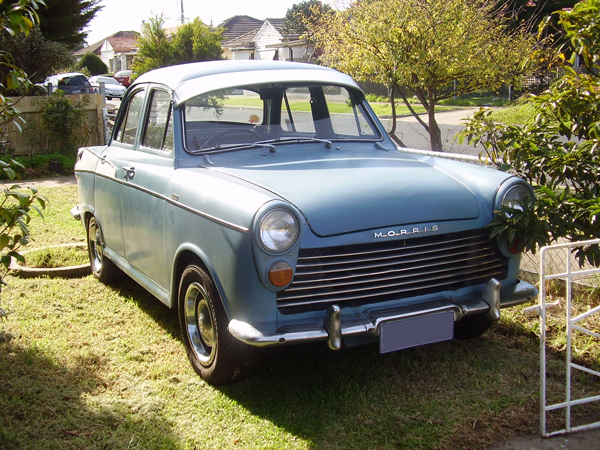
Morris Major

1958 tillkom varianterna Austin Lancer och Morris Major. Dessa vagnar hade annan kylargrill och enklare inredning. 
I juli 1959 uppdaterades Lancer och Major med större bakparti och 15 cm längre hjulbas. Detta gjorde bagageutrymmet mycket rymligt, men passagerarutrymmet var fortfarande inte större än i en Morris Minor.
I april 1962 försvann Austin Lancer, medan Morris Major uppdaterades med större motor på 1622 cc och modifierad inredning. Bilen fortsatte tillverkas till 1964.